# Заклетва на ливади Ритли
Заклетва на ливади Ритли или Федерална повеља из 1291.(Нем: Bundesbrief), такође овај савез је познат и као Савез три шумска кантона. Ово је догађај који се формално узима за настанак Швајцарске Конфедерације. Савез је склопљен 1. августа 1291. године између три кантона: Ури, Швиц, Унтервалден, ова три кантона данас чине Централну Швајцарску.
Од 1994. овај датум се узима као национални празник у Швајцарској.
Иако се ово узима као датум оснивања Швајцарске и овај савез је био како економског тако и војног карактера, она је још дуго била дефакто под влашћу Светог римског царства, потпуну самосталност савез стиче тек 1499. године. Савез је био у константном расту након оснивања тако да након потпуног осамостаљења он већ броји 13 кантона и пар зависних подручија.

## Аутентичност документа и остале повеље
Аутентичност документа, који је изложен у архиву швајцарских повеља конфедерације у Швицу, је много пута довођена у питање. У почетку се сматрало да је документ модерни фалсификат, мада та тврдња је брзо одбачена, али је са сигурношћу тврђено да је документ фалсификат из 13. века. Док 1991. није одрађено радиокарбонско датирање којим је утврђено, са 85% тачности, да је документ настао између 1252. и 1312. године, што и даље оставља сумњу. Иако је документ можда настао касније, савез је заиста оформљен, претпоставља се усменим путем (заклетвом), а документ је вероватно написан коју деценију касније када се за њим указала потреба.
Савез се константно ширио примајући нове чланове, чланство се означавало повељама конфедерације, које би обавезале кантон на такозвани Вечни савез. 
Повеље које су доношене:
- 1315: Федерална повеља за Ури, Швиц и Унтервалден из 1315. године
- 1332: Повеља о граду Луцерн са Уријем, Швицом и Унтервалдеон
- 1352: Повеља са Гларусом
- 1352: Повеља са Цугом
- 1451: Уговор са опатијом Санкт Гален и Цирихом, Луцерном, Швицом и Гларусом
- 1454: Вечни уговор за Санкт Гален са Цирихом, Берном, Луцерном и Швицом, Цугом и Гларусом
- 1464: Уговор о Раперсвилу
- 1481: Уговоро о Фрајбургу и Золотурну
- 1501: Уговор са Базелом
- 1501: Уговор са Кантон Шафхаузен
- 1513: Уговор са Апенцелом